# Владимир Прелог

Владимир Прелог (на хърватски: Vladimir Prelog) е хърватско-швейцарски органичен химик, който получава Нобелова награда за химия през 1975 г. заедно с Джон Корнфорт за изследванията си в областта на стереохимията и органичните молекули и реакции. Прелог се ражда и израства в Сараево, тогава в границите на Австро-Унгарската империя. По-късно живее и работи в Прага, Загреб и Цюрих.

## Ранен живот
Прелог е роден в Сараево, Кондоминиум Босна и Херцеговина, тогава в границите на Австро-Унгария. Родителите му са хървати. Баща му, Милан, е родом от Загреб и е учител по история в гимназия в Сараево, а по-късно в Загребския университет. Когато е на 8 години, Прелог става свидетел на убийството на Франц Фердинанд.

### Образование
Прелог посещава основно училище в Сараево, но през 1915 г. семейството се премества в Загреб. Там той завършва основното си образование и започва да учи в гимназия, но скоро след това баща му получава работа в Осиек и Прелог е принуден да продължи средното си образование там. Докато е в гимназията, той започва да развива интерес към химията под влиянието на учителя си.
През 1922 г., тогава на 16-годишна възраст, е публикуван първият му научен труд в немското научно списание Chemiker Zeitung. Статията му засяга аналитичен инструмент, който се използва в химическите лаборатории. Прелог завършва средното си образование в Загреб през 1924 г. Следвайки съвета на баща си, той се премества в Прага, където изкарва диплома по химическо инженерство от Чешкия технически университет през 1928 г. През 1929 г. получава докторска степен. Негов преподавател е Емил Воточек, докато Рудолф Лукеш му е асистент и ментор, който го въвежда в света на органичната химия.
След като напуска Чешкия технически университет, Прелог работи в заводската лаборатория на частна фирма в Прага. По това време няма много свободни академични позиции, поради Голямата депресия. Прелог ръководи производството на редки химикали, които не са търговски достъпни по това време. В компанията работи от 1929 до 1935 г. През свободното си време той изследва алкалоидите в какаовата кора.

## Научна кариера
Прелог иска да работи в академична среда, така че приема да бъде лектор в Загребския университет през 1935 г. В Техническия факултет в Загреб, той изнася лекции по органична химия и химично инженерство.
С помощта на колеги и студенти, Прелог започва да изследва хинина и сродните му съединения. Той получава финансова поддръжка от фармацевтична компания. Разработва финансово успешен метод за производство на Стрептазол, един от първите комерсиални сулфонамиди. През 1941 г. Прелог разработва първия синтез на адамантан – въглеводород с необичайна структура, изолиран от петролните полета в Моравия.

### Цюрих
През 1941 г., в разгара на Втората световна война, Прелог е поканен да изнася лекции в Германия от Рихард Кун. Малко след това Лавослав Ружичка, който Прелог моли за помощ, кани Прелог да го посети по пътя си към Германия. Прелог и жена му използват тези покани, за да избягат в Цюрих, Швейцария. С помощта на Ружичка, той получава подкрепата на компанията Ciba и започва да работи в лабораторията по органична химия към Швейцарското висше техническо училище. Прелог успява да отдели хирални енантиомери от Трогерова основа през 1944 г. чрез хроматография върху оптично активен субстрат.
С тази хирална резолюция той успява да докаже, че не само въглеродните, ами и азотните атоми могат да са хирален център в даден молекула, за което се е предполагало от няколко години. Взаимоотношенията му с Ружичка му помагат да се изкачи в академичната йерархия. Така през 1952 г. той получава пълна професорска титла. През 1957 г. наследява Ружичка като ръководител на лабораторията.
Тъй като Прелог не харесва административната работа, той въвежда председателство на ротационен принцип в Швейцарското висше техническо училище. Може да се каже, че Прелог се присъединява към учебното заведение по точното време, тъй като еврейските колеги на Ружичка вече са заминали за САЩ, така че Прелог запълва освободеното от тях място.

### По-късна работа
Основният интерес на Прелог е в алкалоидите. Той открива идеална тема в изясняването на структурата на соланина. Продължава работата си по алкалоидите на хининовото дърво и започва да изследва стрихнина. Показва, че формулата на Робърт Робинсън за стрихнина не е точна. И макар формулата, която предлага Прелог, също да не е вярна, откритието му увеличава международния му престиж. По-късно работи по изясняването на структурите на ароматните алкалоиди на растението еритрина заедно с Дерек Бартън и Робърт Бърнс Удуърд.
Към средата на 20. век революцията на инструментите води до нов подход към уточняването на структурите. Изцяло химичните методи остаряват и губят част от интелектуалната си привлекателност. Осъзнавайки нарастващото значение на микробните метаболити, Прелог започва да работи по тези съединения, които притежават необичайни структури и интересни биологични свойства. Това го води до антибиотиците и впоследствие той обяснява структурите на съединения като нонактин, боромицин и рифамицин. За Прелог естествените продукти представляват нещо повече от химично предизвикателство. Той гледа на тях като на записи от милиарди години еволюция.
През 1944 г. Прелог успява да отдели енантиомери с „асиметричен“ тривалентен азот чрез колонна хроматография по време, когато този метод е все още в зародиша си. Работата му по алицикличните и хетероциклените пръстени със среден размер го прави пионер по стереохимия и структурна теория, поради което той получава и покана да изнесе лекция за Лондонското химично дружество през 1949 г. Той успява да синтезира средни по размер пръстенни съединения с 8 – 12 члена от естери на дикарбоксилна киселина чрез ацилоинова кондензация и обяснява тяхната необичайна химична реактивност чрез „некласическа“ деформация поради енергетично неблагоприятната структура.
В хода на работата си по асиметричния синтез Прелог изучава енантиоизбирателните реакции и установява правила за взаимовръзка между конфигурацията на едукти и продукти. Чрез изследванията си на стереоспецифичността на микробиологичните редукции на алициклични кетони и ензимното окисление на алкохолите, той не само допринася за познанията за механизма на стереоспецифичността на ензимните реакции по принцип, но и за структурата на активната част на ензима.
Уточняването на растящия брой стереоизомери на органичните съединения се превръща в една от основните цели на Прелог. През 1954 г. той се присъединява към Кристофър Келк Инголд и Робърт Сидни Кан в усилията им да създадат система за уточняване на конкретни стереоизомери чрез прости и недвусмислени дескриптори, които могат лесно да бъдат поставени и дешифрирани. Така се раждат правилата Кан-Инголд-Прелог (познати още като CIP система), които могат да определят абсолютната конфигурация използвайки правила за последователност. Заедно те публикуват два труда. След като Кан и Инголд умират, Прелог публикува и трети труд по темата. През 1959 г. се сдобива с швейцарско гражданство.
През 1962 г. е избран за чуждестранен член на Британското кралско научно дружество за приносите му към разработването на съвременната стереохимия. През 1975 г. получава Нобелова награда за химия за работата си по стереохимията на органичните молекули и реакции, споделяйки я с Джон Корнфорт. През 1986 г. става почетен член на Югославската академия на науките и изкуствата.

## Личен живот
През 1933 г. Прелог се жени за Камила Витек. През 1949 г. им се ражда син, Ян.
Владимир Прелог умира в Цюрих на 91-годишна възраст. Урната с праха му е погребана с церемония в Мирогой в Загреб на 27 септември 2001 г.